# Pavel Janaček
Pavel Janaček (češ. Pavel Janáček; 16. јаnuara 1968, Prag) je češki književni kritičar i istoričar. Kao kritičar se koncentriše na najnoviju češku literaturu, a kao istraživač na popularnu literaturu i književnu kulturu 19. a posebno 20. veka. U poslednje vreme se prvenstveno angažuje u oblasti istorije cenzure. Od 2010. je direktor Odeljenja za češku litraturu Akademije nauka Češke republike.

### Bibliografija
- Svet rodokapsu. Komentovani soupis sešitovich romanových edic 30. a 40. let 20. stoleti (zajedno sa Michalom Jarešom). Prag, Karolinum. 2013.  978-80-246-0640-8.
- Literarni brak: operace viloučeni, operace nahrazeni, 1938—1951. Brno, Host. 2004.  978-80-7294-129-2.
- Sedm stoleti Slavetina: mala knižka k velkemu výroči obce (zajedno sa Hanom Dočekalovou a kol.). Slavetin, Obec Slavetin. 2014.  978-80-260-6161-8.
- V obecnem zajmu. Cenzura a socialn regulace literaturi v moderni česke kulture, 1749—2014 (zajedno sa Michaelom Wogerbauerom, Petrom Pišom i Petrom Šamalom). Praga, Academia — Ustav pro českou literaturu AV ČR. 2015.  978-80-200-2491-6.

## Spoljašnje veze
- Biografie Архивирано на веб-сајту  (16. јануар 2016) na stranici Odeljenja za češku literaturu Akademije nauka|UČL AV ČR
- Rečnik češke literature.